# Parafiletičnost
Parafilija ili parafiletičnost ili parafiletska evolucija odnosi se na rang koji sadrži grupe koje imaju zajedničkog pretka, uz sve potomke tog pretka, izuzev nekoliko – obično samo jednu ili dvije – monofiletskih podgrupa. Za grupu se kaže da je parafiletska u odnosu na isključene podgrupe. Izraz se obično koristi u filogenetici (potpolje biologije) i u lingvistici.
Termin je uveden za dobro poznate taksone poput gmizavaca (Reptilia) koji su, kako se obično nazivaju i tradicijski definiraju, parafiletski u odnosu na sisare i ptice. Gmizavci obuhvataju njihovog poslednjeg zajedničkog pretka i sve njegove potomke koji uključuju sve postojeće reptile kao i izumrle sinapsida – osim sisara i ptica. Ostale, najčešće priznate parafiletske grupe, uključuju ribe, majmune i guštere.
Ako mnoge podgrupe nedostaju u imenu date grupe, kaže se da je ona poliparafiletska. Parafiletska grupa ne može imati status kladusa, koji je redovno monofiletska grupa.

## Filogenetika

### Relacije sa monofiletskim grupama
Za grupe koje uključuju sve potomke zajedničkog pretka kaže se da su monofiletske. Neka parafiletska grupa je ona monofiletska grupa iz koje je, za jednu ili više podgrupa kladusa (monofiletske grupe), isključena verovatnoća da se formiraju kao posebna grupa. Erešefski tvrdi da su parafiletski taksoni rezultat anageneze u isključenoj grupi ili grupama. Na primer, dinosaurusi su parafiletski u odnosu na ptice jer ptice imaju mnoge funkcije koje dinosaurima nedostaju i zauzimaju karakterističnu nišu.
Grupa koja je konvergencijom razvila identifikacijske karakteristike u dve ili više loza je polifiletska (grčki πολύς -polys = mnogo, više). U širem smislu, takson koji nije parafiletski ili monofiletski može se nazvati polifiletskim.
Ovi termini su razvijeni tokom rasprava iz 1960-ih i 70-ih, koje su pratile uspon kladistike.

### Primeri parafiletskih grupa
.
- Prokarioti (jednoćelijski oblici života bez ćelijskog jedra), parafiletski su po tome što isključuju eukariote, koji su potomačka grupa. Bakterije i arheje su prokarioti, ali arheje i eukarioti dele zajedničkog pretka koji nije predak bakterija. Razlikovanje prokarioti-eukarioti je predložio Eduard Haton, 1937.[3] a generalno je prihvaćeno nakon što su ga usvojili Roger Stanier i C. B. van Nil, 1962. Botanički kodeks (ICBN, sada Međunarodni kodeks nomenklature algi, gljiva i biljaka (ICN) napustio je nomenklaturu bakterija iz 1975. godine.

Nomenklaturu prokariota danas reguliše Međunarodni kodeks nomenklature bakterija (ICNB), počevši od 1. januara, 1980 (za razliku od 1753, kada je bila pod ovlaštenjima ICBN/ICN).
- (u klasičnom smislu) parafiletske su, jer grupa isključuje monokotiledone. Termin "dikotiledone" se у ICBN klasifikaciji ne koristi decenijama, ali je dozvoljen kao sinonim Magnoliopsida. Istorija klasifikacije cvetnica može se se naći u istoimenom članku. Filogenetska analiza pokazuje da su se monokotiledone razvile iz dikotiledonskog pretka. Isključujući monokotiledone, dikotiledone čine drugu parafiletsku grupu.[5]
- Red  (čak i sa kopitom uvrnutim prema unutra) je parafiletska grupa jer se isključuju Cetacea (kitovi, delfini, itd). U ICZN kodu, ova dva taksona su redovi istog ranga. Molekulska istraživanja, međutim, pokazuju da se Cetacea nemaju kopitarskih predaka, iako je precizna filogenija unutar reda i dalje neizvjesna. Bez kitova, potomci papkara moraju biti parafiletski.[6]
- Razred Reptilia, kako je klasično definiran, isključuje ptice (klasa Aves) i sisare. U ICZN kodu, ova tri taksona su istog ranga. Međutim, sisari potiču iz sinapsida (koji su jednom opisani kao "sisaroliki reptili") a ptice su potomci dinosaura (grupa Diapsida); obje grupe su reptili.[7]
- Alternativno, gmizavci su parafiletskii jer su evoluirali (samo) do ptica. Ptice i reptili zajedno čine sauropside.
- (košljoribe) su parafiletska grupa onda kada uključuju samo Actinopterygii (zrakoperke) i Sarcopterygii (dvodihalice itd). Međutim, Tetrapoda su potomci najbližeg zajedničkog pretka zrakoperki i dvodihalica, a Osteichthyes nisu, iako su definirani na ovaj način, tako da su parafiletska grupa.[8]
- Parafiletski osovi obuhvataju uskostruke Apocrita bez mrava i pčela.[9]

| Parafiletski takson             | Isključene grane (kladusi) | Odgovarajući monofiletski takson                     |
| [ 10 ]                          | [ 10 ]                     | Ćelijski organizmi                                   |
|                                 | Animalia, Plantae,  Fungi                      |                                                      |
|                                 |                            |                                                      |
|                                 | (kopnene biljke)           |                                                      |
|                                 |                            |                                                      |
| [ 5 ]                           |                            | (cvetnice)                                           |
|                                 |                            |                                                      |
|                                 |                            | ; se ponekad uključuju u Vertebrata, iako nemaju kičmeni stub. |
| Majmuni                         |                            |                                                      |
|                                 |                            |                                                      |
| (veliki majmuni)                |                            | ; se ponekad uključuju velike majmune.               |
| Majmuni                         |                            | ; se ponekad uključuju u majmune.                    |
| Ungulata, kopitari sa uvrnutim stopalom |                            | [ 12 ]                                               |
|                                 |                            |                                                      |
| [ 13 ]                          | ,                          |                                                      |
|                                 | ,                          |                                                      |
| Gušteri                         | Zmije                      |                                                      |
|                                 |                            |                                                      |
| (košljoribe)                    |                            |                                                      |
|                                 | ,                          | (Sumnjiva parafiletska evolucija)                    |
| (rakovi)                        |                            |                                                      |

## Literatura
- Simpson, Michael George (2006). Plant systematics. Burlington; San Diego; London: Elsevier Academic Press. ISBN 978-0-12-644460-5.
- Hörandl, Elvira; Stuessy, Tod F. (2010). „Paraphyletic groups as natural units of biological classification”. Taxon. 59 (6): 1641—1653. JSTOR 41059863. doi:10.1002/tax.596001.

## Spoljašnje veze
- http://www.umbc.edu/biosci/Faculty/OmlandLabWebpage/NewPages/papers/FunkOmlandARev.pdf, Annual Review of Ecology.